# گریت هاکلو
گریت هاکلو (به انگلیسی: Great Hucklow) یک روستا و محله مدنی در بریتانیا است که در Derbyshire Dales واقع شده‌است. گریت هاکلو ۴۲۷ نفر جمعیت دارد.